# Boucles de la Mayenne 2017
Die 43. Boucles de la Mayenne 2017 war ein französisches Straßenradrennen. Das Etappenrennen fand vom 1. bis zum 4. Juni 2017 statt. Zudem gehörte das Radrennen zur UCI Europe Tour 2017 und dort in der Kategorie 2.1 eingestuft.
Den Prolog und die erste Etappe als Solist gewann Johan Le Bon. Auf Etappe zwei und drei siegte er der eigentliche Cross-Spezialist Mathieu van der Poel. Damit gewann er auch die Gesamtwertung.

## Teilnehmende Mannschaften
| WorldTeams (2)- FDJ - AG2R La Mondiale Professional Continental Teams (9)- Direct Énergie - Cofidis, Solutions Crédits - Fortuneo-Vital Concept - Delko Marseille Provence KTM - Caja Rural-Seguros RGA - Androni Giocattoli - Sport Vlaanderen-Baloise - Gazprom-RusVelo - Manzana Postobón Continental Teams (10)- Armée de terre - Beobank-Corendon - Roubaix Lille Métropole - Development Team Sunweb - An Post-ChainReaction - Roth-Akros - Lotto-Kern-Haus - Vorarlberg - HP BTP-Auber 93 - Interpro Academy |
| |

## Etappen
| Etappe    | Datum   | Etappenorte                    | type             | Länge (km) | Etappensieger        | Gesamtführender      |
| --------- | ------- | ------------------------------ | ---------------- | ---------- | -------------------- | -------------------- |
| Prolog    | 1. Jun. | Laval – Laval                  | Einzelzeitfahren | 4,5        | Johan Le Bon         | Johan Le Bon         |
| 1. Etappe | 2. Jun. | Saint-Berthevin – Ernée        | Flachetappe      | 187        | Johan Le Bon         | Johan Le Bon         |
| 2. Etappe | 3. Jun. | Chantrigné – Montaigu          | Flachetappe      | 180        | Mathieu van der Poel | Mathieu van der Poel |
| 3. Etappe | 4. Jun. | Saint-Cyr-le-Gravelais – Laval | Flachetappe      | 179        | Mathieu van der Poel | Mathieu van der Poel |

## Wertungstrikots
| Etappe         | Etappensieger        | Gesamtwertung        | Punktewertung        | Bergwertung    | Sprintwertung    | Nachwuchswertung     | Teamwertung      |
| -------------- | -------------------- | -------------------- | -------------------- | -------------- | ---------------- | -------------------- | ---------------- |
| Prolog         | Johan Le Bon         | Johan Le Bon         | Johan Le Bon         | Rafael Reis    | Florian Sénéchal | Mathieu van der Poel | AG2R La Mondiale |
| 1              | Johan Le Bon         | Johan Le Bon         | Johan Le Bon         | Bernardo Suaza | Roland Thalmann  | Mathieu van der Poel | AG2R La Mondiale |
| 2              | Mathieu van der Poel | Mathieu van der Poel | Mathieu van der Poel | Lluís Mas      | Roland Thalmann  | Mathieu van der Poel | Beobank-Corendon |
| 3              | Mathieu van der Poel | Mathieu van der Poel | Mathieu van der Poel | Lluís Mas      | Roland Thalmann  | Mathieu van der Poel | Beobank-Corendon |
| Wertungssieger | Wertungssieger       | Mathieu van der Poel | Mathieu van der Poel | Lluís Mas      | Roland Thalmann  | Mathieu van der Poel | Beobank-Corendon |